# Ceratocapnos
Genre
Ceratocapnos est un genre de plantes à fleurs de la famille des Papavéracées.

## Liste d'espèces
Selon Tropicos (23 juin 2022) (Attention liste brute contenant possiblement des synonymes) :
- Ceratocapnos claviculata (L.) Lidén
- Ceratocapnos heterocarpa Durieu
- Ceratocapnos palaestina Boiss.
- Ceratocapnos turbinata Lidén
- Ceratocapnos umbrosa Walp.